# Anzû

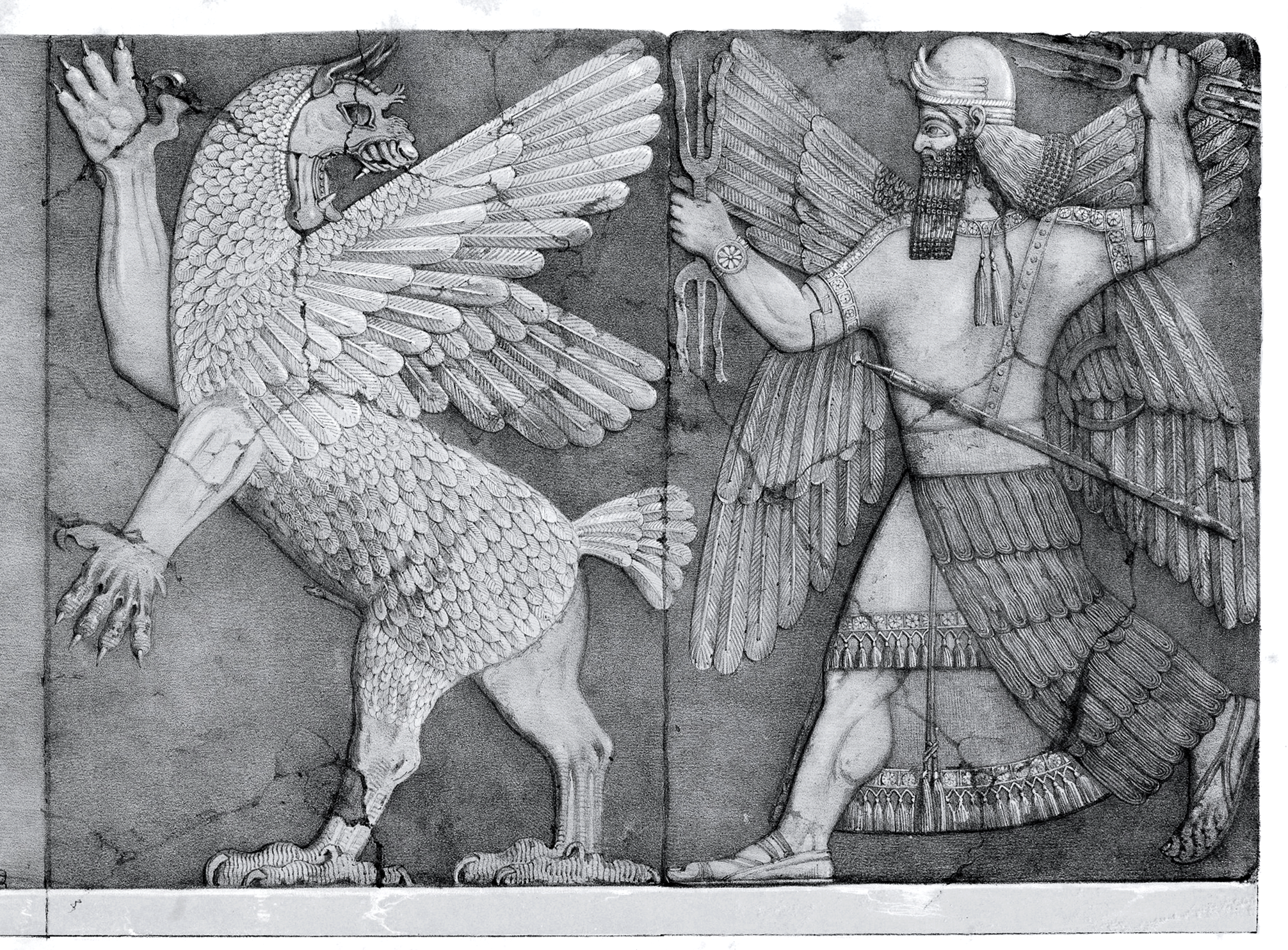
Ninurta (a destra) attacca Anzû (a sinistra, forse anche Asakku) per recuperare la "Tavola dei destini". Da una incisione in pietra rinvenuta nel tempio di Ninurta a Nimrud (Kalhu, Iraq), risalente al periodo del regno assiro di Assurnasirpal II (883-859 a.C.).

Anzû, (accadico; in sumerico: dZû o Imdugu, AN.IM.MIMUŠEN, AN.IM.DUGUD.MUŠEN; cuneiforme: 𒀭𒅎𒂂𒄷 an.im.dugudmušen) è una divinità minore in diverse religioni mesopotamiche.
Indicato in lingua sumerica anche come Im.dugud (in sumero Im, nebbia/vento/tempesta, Dugud pesante, poderosa, violenta), aveva le fattezze di un enorme rapace e dal corpo, o la testa, di leone.

## Origine ed evoluzione del mito
Presso le mitologie mesopotamiche le creature costituite dall'unione di più animali rapaci, o con serpenti dragonici, erano solitamente forme daimoniche delle divinità regali e guerriere della fertilità, della pioggia e della tempesta, con cui si accompagnano in aspetto benevolo come esseri portatori di fertilità. Nel loro aspetto feroce, invece, possono essere o causare eventi nefasti come disastri naturali, siccità e diluvi.
Da tener tuttavia presente che:
(Jean Bottéro e Samuel Noah Kramer, Uomini e dèi della Mesopotamia, Milano, Mondadori, 2012, p.412)
L'assirologo Thorkild Jacobsen ha ipotizzato che Anzu fosse una forma primitiva del dio Abu, che fu presto sincretizzato con Ninurta/Ningirsu, un dio associato ai temporali. Abu veniva chiamato "Padre Pascolo", illustrando la connessione tra i temporali e i campi che crescono in primavera. Secondo Jacobsen, questa creatura ibrida era originariamente concepita come un'enorme nuvola temporalesca nera a forma di aquila, e in seguito fu raffigurata con una testa di leone per collegarla al ruggito del tuono. Alcune raffigurazioni di Anzû lo ritraggono quindi accanto a capre (che, come le nuvole temporalesche, erano associate alle montagne dell'antico Vicino Oriente) e rami frondosi. La connessione tra Anzû e Abu è ulteriormente rafforzata da una statua trovata nel tesoro di Tell Asmar raffigurante una figura umana con grandi occhi, con Anzû scolpito sulla base ed è probabile lo raffiguri nella sua forma simbolica o terrena come l'uccello Anzû e nella sua forma divina superiore, simile a quella umana, come Abu. Sebbene alcuni studiosi abbiano proposto che la statua rappresenti effettivamente un adoratore umano di Anzû, altri hanno sottolineato che non si adatta alla consueta rappresentazione degli adoratori sumeri, ma corrisponde invece a statue simili di divinità in forma umana con la loro forma più astratta o i loro simboli scolpiti sulla base.

### Mitologia sumerica
Anzû è la personificazione della potenza del vento di tempesta e la causa dei temporali; rappresentato in modo simile ad un grifone o ad una gigantesca aquila dalla testa leonina, l'apertura alare ricordava la spessa e minacciosa nube che ricopre il cielo annunciando l'arrivo di una tempesta.
Il mito più importante relativo a questo demone è la sua ribellione dal dio del cielo Enlil, e il furto della Tavola dei Destini conservata nello stesso santuario di cui era guardiano, per nasconderla in cima ad un monte.
Il dio supremo An ordinò agli altri dèi di recuperare la Tavola, sebbene tutti temessero ora Anzû a causa dei suoi nuovi poteri.
Solo il giovane dio Ninurta (anche nella forma locale di Ningirsu, "Signore di Girsu") riuscì ad ucciderlo e a recuperare la tavola (secondo il Ciclo di Ninurta); in un'altra versione fu ucciso invece da Marduk. Anzu compare anche come aiutante del semi-dio Lugalbanda, re di Uruk (in Lugalbanda II ovvero Lugalbanda e l'uccello Anzud, testo nel quale Anzu appare una figura meno nefasta).

### Mitologia assiro-babilonese

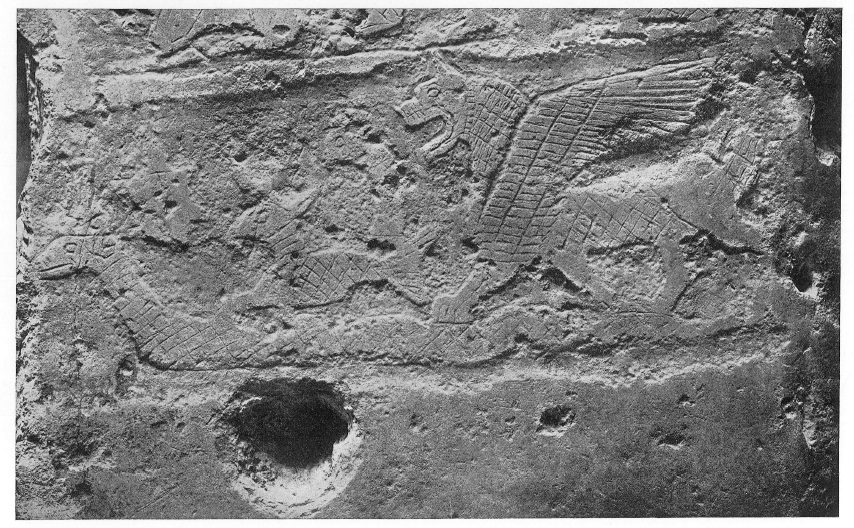
Anzû nel ciclo Enūma eliš, rappresentato su un Kudurru. Tavoletta XXXI, British Museum

In analogia alla mitologia sumera, Anzû rappresenta la potenza del vento del sud (il turbinoso vento che portava le polveri dalle zone semi desertiche meridionali), quindi spesso associato alla malattia e alla disgrazia, ma anche delle nuvole temporalesche, quindi fungeva da portatore della pioggia.
Nel periodo accadico Anzû è descritto come figlio del dio supremo Anu e fonte delle acque del Tigri ed Eufrate. 
Sempre protagonista nel mito del furto della Tavola dei Destini, partecipa in ulteriori miti di una certa complessità.
Nella mitologia babilonese, Anzû è una divinità associata alla cosmogonia. 
Il frammento K.3454, conservato al British Museum, descrive il peccato di (An)Zû:
his umsimi, his crown? Zu stripped, and

he stripped also the father of the gods, the venerable of heaven and earth.

The desire? of majesty he conceived in his heart,

Zu stripped also the father of the gods, thè venerable of heaven and earth.

The desire? of majesty he conceived in his heart:

Let me carry away the umsimi of the gods,

and the tereti of all the gods may it burn,

may my throne be established, may I possess the parzi,

may I govern the whole of the seed of the angels»
Il suo umsimi, Zu strappò, e

disarmò anche il padre degli dèi, il venerabile del cielo e della terra.

Il desiderio del potere esso nascondeva nel suo cuore,

Zu disarmò anche il padre degli dèi, il venerabile del cielo e della terra.

Il desiderio del potere esso nascondeva nel suo cuore:

Lasciami portare via l'usmiri degli dèi,

e così il fusto di tutti gli dèi possa bruciare,

possa il mio trono stabilirsi, che io possa possedere parsi(Persia),

che possa governare l'intera stirpe degli angeli.»
(George Smith, Tavoletta K.3454, colonna II, 6-15)

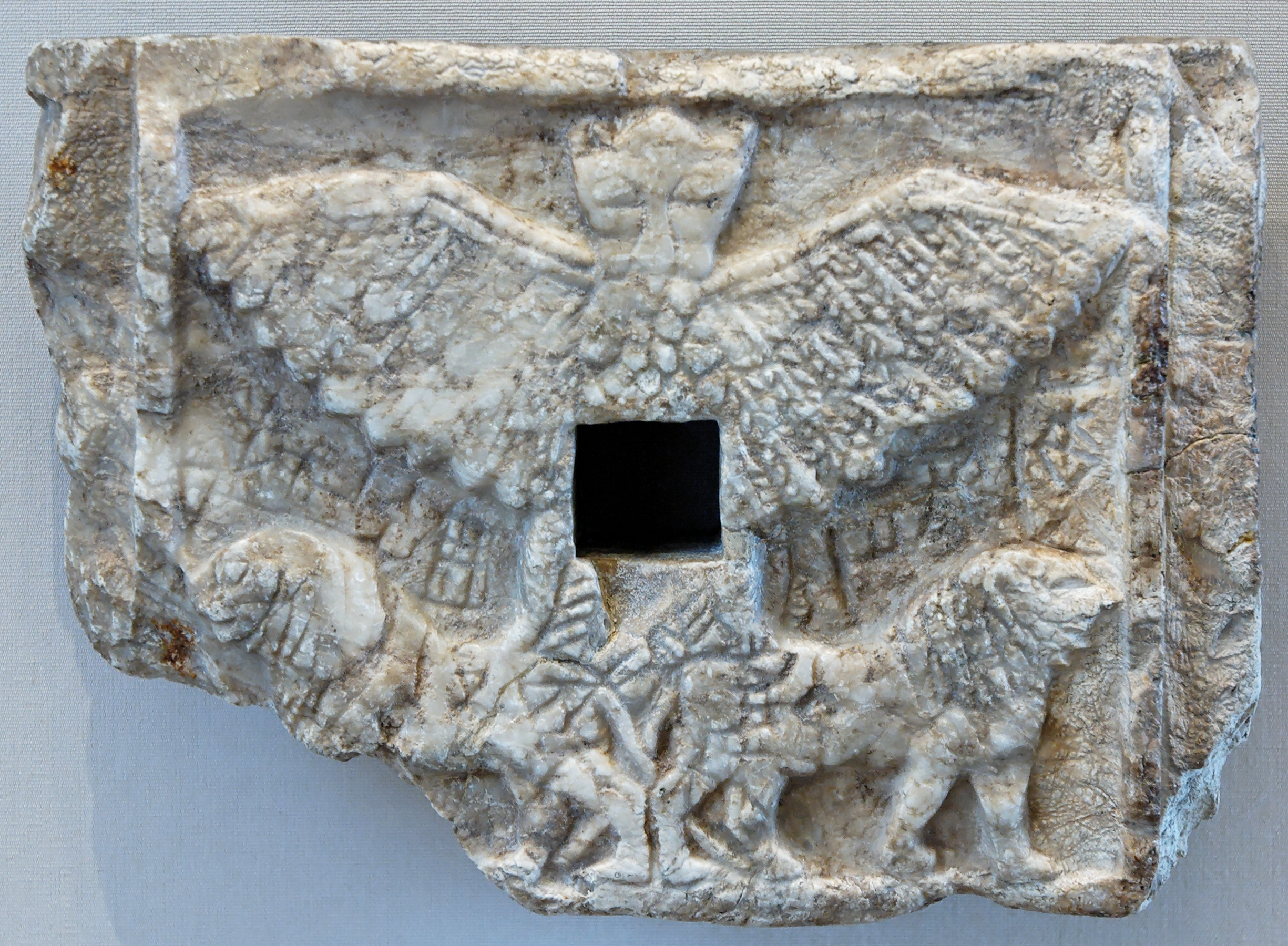
Anzû mentre afferra due leoni, simboli del dio Ningirsu. Alabastro, ritrovato presso Telloh, circa 2550–2500 a.C., Louvre

Il termine usmiri è tradizionalmente tradotto come corona, ma si può riferire ad "organo creativo ideale",  quindi si può tracciare un parallelismo tra il mito della mutilazione dei genitali di Urano da parte di Crono o di Osiride da parte di Seth.
Nella Saga di Gilgamesh compare nella sua veste più maligna essendo la creatura onirica che trascina Enkidu agli Inferi.
Alcuni studiosi ritrovano la sua figura quale archetipo della quarta bestia nel Libro di Daniele (7,19).

## Note

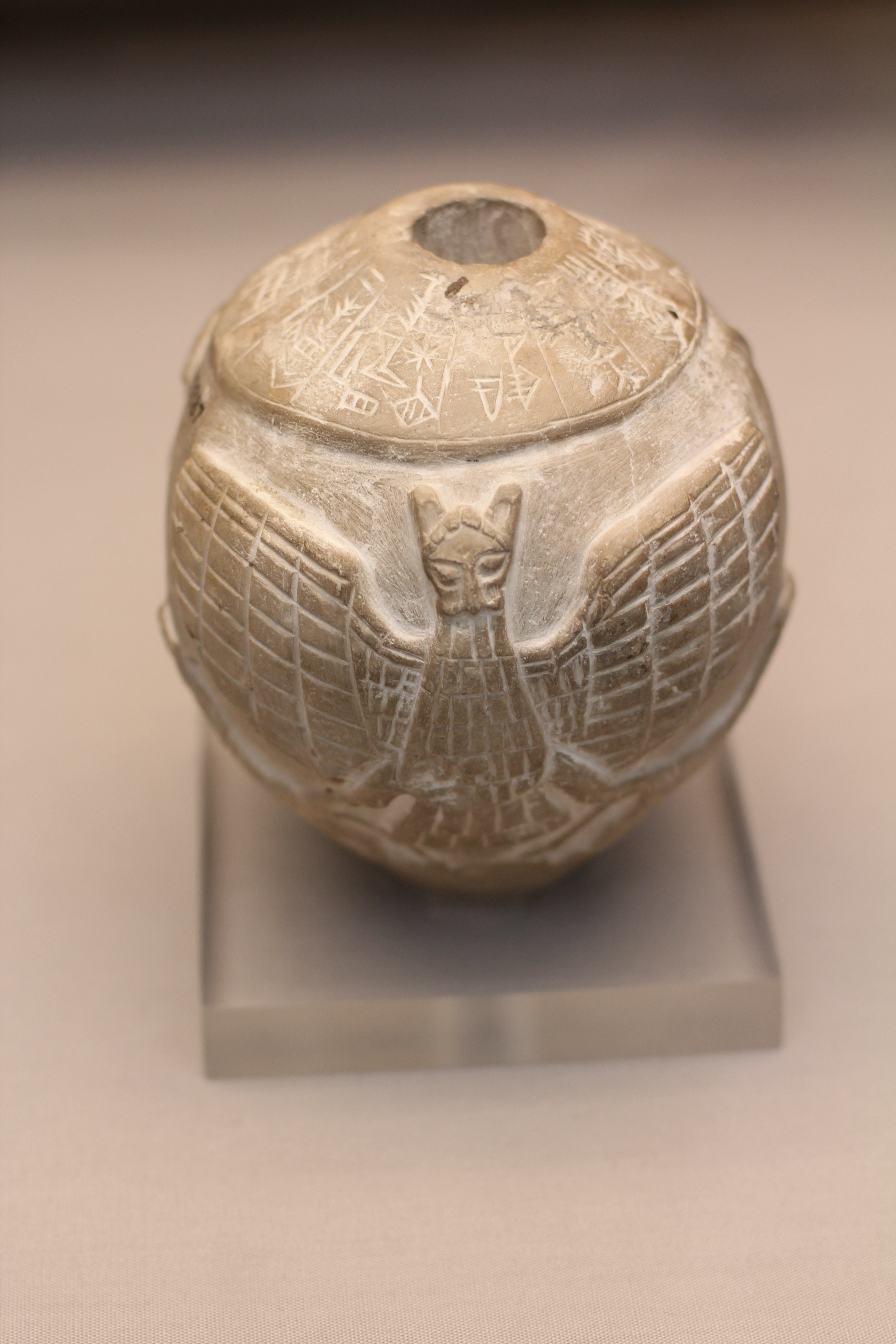
Anzû mentre afferra due leoni, simboli del dio Ningirsu. Ritrovato presso Telloh, circa 2400 a.C., British Museum